# Modtagestation
Modtagestationer findes i alle landsdele, og er som regel drevet som et fælleskommunalt selskab. De løser opgaven med indsamling af farligt affald fra husstande, institutioner og erhvervslivet på den miljømæssige og økonomiske mest hensigtsmæssige måde. Der er alle steder en meget stor viden om transportregler, emballering og behandling af farligt affald. De fleste modtagestationer har affaldkonsulenter, som uden beregning hjælper f.eks. autoværksteder og genbrugspladser med at få styr på det farlige affald; det kunne være spildolie, maling, spraydåser, oliefiltre, og aftørringsklude med rester af farligt affald.